# Einar Sagstuen
Einar Sagstuen, född 22 mars 1951, är en norsk före detta längdåkare. Han var aktiv under 1970-talet. Hans främsta merit är från Innsbruck 1976, där han med det norska laget kom tvåa i 4 x 10 kilometer stafett.